# NGC 5879
NGC 5879 é uma galáxia espiral (Sbc) localizada na direcção da constelação de Draco. Possui uma declinação de +57° 00' 02" e uma ascensão recta de 15 horas, 09 minutos e 46,8 segundos.
A galáxia NGC 5879 foi descoberta em 5 de Maio de 1788 por William Herschel.